# Gloria Ford Gilmer
Gloria Ford Gilmer es una matemática y educadora estadounidense, notable por ser la primera mujer afroamericana en publicar una tesis no doctoral. Ella estaba como finalista para ser la cuarta mujer afroamericana en obtener un doctorado hasta que se tomó un tiempo libre para formar una familia, aunque luego logró adquirirla, siendo aún una de las primeras.

## Vida personal
Gilmer nació en Baltimore, Maryland. Ella actualmente vive en Milwaukee, Wisconsin, y trabaja con Math-Tech Milwaukee, dedicando su tiempo a promover las carreras de matemáticas a mujeres y minorías.

## Educación y trabajo matemático
Gilmer recibió su Bachillerato de Ciencias en Matemáticas en 1949 de Morgan State University, una universidad para históricamente negra (HBCU, Universidades Históricamente de Ascendencia Negra) en Baltimore.  Después de recibir su maestría en Matemáticas de la Universidad de Pennsylvania, pasó a profesar en otras seis HBCUs. Tras un año en el programa de doctorado de la Universidad de Wisconsin-Madison, se tomó un descanso para formar una familia y trabajar fuera del sistema universitario. Más tarde regresó a la escuela para obtener su doctorado en Currículo e Instrucción (una variación de un título de Educación) de la Universidad de Marquette, una institución religiosa privada en Milwaukee.
Gilmer usó su educación y antecedentes personales para cultivar la investigación en el campo de la etnomatemática. Si bien es cierto, el término fue introducido por el educador y matemático brasileño Ubiratàn D'Ambrosio en 1977, durante una presentación para la Asociación Estadounidense para el Avance de la Ciencia, Gilmer es considerada una líder en el campo y comenzó a trabajar en el mismo innominado de antemano.

## Etnomatemática
La etnomatemática es el estudio de la intersección de la cultura y las matemáticas. El campo sugiere que las matemáticas no son números y símbolos puramente abstractos, ya que muchos de los que los usan, como las culturas indígenas, pueden carecer de los sistemas numéricos tradicionales (ver: idioma Pirahã , idioma guaraní de influencia no-española), o simplemente carecer por completo de un sistema de escritura (ver: Ainu pre-1900). El trabajo de Gilmer en el campo trata sobre la cultura afroamericana, que tiene tanto un sistema numérico tradicional como un sistema de escritura, similar al de los hablantes del idioma inglés, español, francés y muchos amerindios (no incluye, por ejemplo, Cherokee, que tiene su propio sistema de silabario no-romano) en los Estados Unidos, proporcionando una interpretación de etnomatemática que no se centre solamente en culturas indígenas.
Basado en trabajo de campo realizado en 1998 en Nueva York y Baltimore, Gilmer y sus asistentes, Stephanie Desgrottes, de 14 años, y la profesora Mary Potter, observaron y entrevistaron tanto a estilistas como a clientes en los salones de ambas ciudades, preguntando sobre teselados en trenzas encaja (teselaciones en forma de caja que se asemejan a paredes de ladrillo) y trenzas triangulares (teselaciones que se asemejan a triángulos equiláteros), dos estilos que restringen el movimiento del cabello cuando se sacude la cabeza. Si bien estos estilistas generalmente no piensan en lo que hacen como matemática, Gilmer detalló los muchos patrones matemáticamente basados, en estos y otros tipos de trenzado y cómo se encuentran en la naturaleza, como los hexágonos teselados encontrados en las trenzas que se asemejan a la carne de piñas y panales en colmenas. Como educadora, Gilmer usó estos resultados para crear actividades de clase, para que los alumnos comprendan las matemáticas del trenzado del cabello.
Siguiendo la serie, desde entonces otros han analizado las prácticas etnomatemáticas utilizadas en las comunidades indígenas africanas. Un año después, en 1999, Paulus Gerdes investigó un patrón de tejido hexagonal -en un sentido, una práctica relacionada con el trenzado- en Mozambique que también se encuentra en varias partes de África, incluidos Camerún y Congo. Ron Englash discute la medida en que ciertas tribus africanas usan patrones fractales y si el concepto de fractales se entendía o no en general en los sistemas de conocimiento africanos precoloniales en su libro Fractales Africanos: Computación Moderna y Diseño Indígena.

## Lista de trabajos publicados
- Mishoe, Luna I. y Gloria C. Ford. "Sobre el Límite de los Coeficientes de las Series de Autofunción Asociadas a un Cierto Sistema Diferencial No Autoadjunto". Procedimientos de la Sociedad Estadounidense de Matemática 7.2 (1956): 260.
- Mishoe, Luna y GC Ford. "En la Convergencia Uniforme de Determinadas Series de Autofunción". Pacific Journal of Mathematics 6.2 (1956): 271-78.
- Patrones Matemáticos en Peinados Afroamericanos (1998).

## Logros
Además de su logro más notable por ser la primera mujer afro-estadounidense en escribir una tesis no doctoral (y ser una de las primeras en obtener un doctorado), Gilmer ha tenido puestos respetados en sociedades matemáticas y ha roto barreras como una mujer de color en el campo de las matemáticas. A principios de la década de 1980, fue la primera mujer afroamericana en formar parte de la junta de gobernadores de la Asociación Matemática de América. En 1985 fue cofundadora y fue la primera presidente de la Junta Ejecutiva del Grupo de Estudio Internacional sobre Etnomatemáticas (ISGEm), donde todavía desempeña un papel menor.  Ella ha tenido el honor de ser una investigadora asociada del Departamento de Educación de los Estados Unidos (United States Department of Education) y haber sido la primera mujer afroamericana en dar una conferencia Cox-Talbot en la Asociación Nacional de Matemáticas (National Association of Mathematicians), una conferencia dada por destacados matemáticos afroamericanos.
Actualmente, es presidente de Math-Tech, una corporación que tiene como objetivo llevar nuevos materiales de investigación y crear currículos de matemáticas más efectivos para mujeres y minorías.

## National Association of Mathematicians
Una asociación profesional para matemáticos en los Estados unidos, Principalmente afroamericanos y otras minorías.  Fue fundada en 1969.